# Івано-Дар'ївка
Іва́но-Да́р'ївка — село Званівської сільської громади Бахмутського району Донецької області, Україна.

## Географія
Селом протікає річка Яма.
На північній околиці села, на правому березі річки Яма знаходиться геологічна пам'ятка природи місцевого значення Івано-Дар'ївський розріз

## Історія
Село засноване на початку ХІХ сторіччя і заселене селянами, купленими у різних поміщиків Слов'яносербського повіту, Області Війська Донського та Полтавської губернії. 
Входило до складу Званівськоі волості Бахмутського повіту Катеринославської губернії.
За даними 1859 року тут існувало 2 поселення:
- Новодар'ївка (Іванодарівка, Рутченкове, Тихонове), панське село, над протокою Яма, 13 господ, 114 осіб;
- Олександрівка (Однобоківка), панське село, над протокою Яма, 28 господ, 205 осіб.[2]

За даними перепису населених пунктів Артемівського округу 1926 р., до Івано-Дар'івської сільської ради належали: с. Івано-Дар'івська, х. Ново-Олександрівка, х. Микільський, х. Земляний, зал. ст. Виїмка, Казарма 432 в. зал., Будк 431, 433, 434, 435 в. зал.
Село постраждало внаслідок геноциду українського народу, вчиненого урядом СРСР у 1932—1933 роках, кількість встановлених жертв — 51 людина. 
30 липня Був тимчасово окуповано москалями